# Axl Rose
W. Axl Rose (nascido William Bruce Rose, Jr.; Lafayette, 6 de fevereiro de 1962) é um cantor, compositor e multi-instrumentista norte-americano. Ficou conhecido como vocalista da banda de hard rock Guns N' Roses, com quem atingiu popularidade, sucesso e reconhecimento no final dos anos 80 e início dos anos 90, antes de desaparecer dos olhos do público durante vários anos. Foi anunciado como vocalista convidado da banda AC/DC enquanto Brian Johnson cuidava da sua saúde. O AC/DC deixou claro que não seria um membro oficial, mas um membro convidado para realizar apenas alguns shows.
Com uma infância marcada por agressões, tanto verbais quanto físicas, Axl descobriu aos 17 anos o nome de seu verdadeiro pai, resultando em uma adolescência problemática, levando-o a ser preso muitas vezes antes mesmo da maioridade. Em 1982, mudou-se para Los Angeles fazendo parte da banda Rapidfire em 1983 produzindo um álbum na qual ele canta nas últimas 3 músicas, porém o álbum só foi lançado em 2014. Após voltar para Indiana e novamente retornar a L.A para se encontrar com o seu amigo de infância Izzy Stradlin, formando juntos pouco tempo depois a banda Hollywood Rose, que mais tarde fundiu-se com o grupo L.A. Guns, nascendo dessa junção o Guns N' Roses, que rapidamente ganhou notoriedade e atingiu sucesso comercial com os álbuns Appetite for Destruction, Use Your Illusion I e Use Your Illusion II.
Durante anos, Axl esteve recluso, ressurgindo em 2001 com uma nova formação do Guns N' Roses no Rock in Rio III, e subsequentemente promovendo a Chinese Democracy World Tour, antes de lançar o álbum longamente adiado, Chinese Democracy, em 2008. Axl é considerado um dos maiores vocalistas e frontman de todos os tempos por vários meios de comunicação, incluindo Rolling Stone e NME.

## Infância e adolescência
Rose nasceu em Lafayette, Indiana, como o filho mais velho de Sharon E. Lintner com William Bruce, Axl Rose é descendente de irlandeses e escoceses por parte de pai, e de alemães pelo lado materno. Quando Rose tinha aproximadamente dois anos de idade, seu pai abandonou a família. Seu pai foi descrito como "um delinquente local problemático e carismático", e a gravidez não foi planejada. Seu pai teria supostamente o raptado e o molestado antes de desaparecer de Lafayette. Mais tarde, sua mãe se casou com Stephen L. Bailey e seu nome foi mudado para William Bailey. Até os 17 anos, Rose acreditava que Bailey era seu verdadeiro pai. Ele nunca conheceu seu pai biológico; William Rose, Sr., foi encontrado assassinado em Illinois, em 1984, por um conhecido criminoso que foi condenado, embora o corpo nunca tenha sido recuperado. Rose só tomou conhecimento do assassinato anos mais tarde.
A família de Bailey era muito religiosa; Rose e sua família participavam de uma igreja pentecostal, onde ele era obrigado a participar dos cultos de 3 a 8 vezes por semana e até mesmo ser ensinado na escola dominical. Em 1992, depois de ser submetido a uma terapia de regressão a vidas passadas, Rose afirmou ter descoberto memórias de que foi abusado sexualmente por seu padrasto. Ele também afirmou que seu padrasto tinha abusado fisicamente dele e de seus irmãos, bem como abusado sexualmente de sua irmã. Rose encontrou consolo na música desde cedo. Ele começou a cantar no coro da igreja com cinco anos e junto com seu irmão e irmã fizeram uns serviços como um trio chamado The Trio Bailey. Na Jefferson High School, ele participou do coro da escola e estudou piano. Um segundo barítono, Rose começou a desenvolver "vozes diferentes" durante a prática de refrão para confundir seu professor. Ele acabou formando uma banda com seus amigos, um dos quais era Jeff Isbell, mais tarde conhecido como Izzy Stradlin.
Com dezessete anos, enquanto lia papéis na casa de seus pais, Rose soube da existência do seu pai biológico, mas ele não adotou seu nome de nascimento. No entanto, ele se referiu a si mesmo apenas como W. Rose, porque ele não queria dividir seu nome com seu pai biológico. Ele se envolveu tanto com uma de suas bandas, Axl, que seus amigos sugeriram que ele se chamasse Axl Rose. Muitos anos depois, pouco antes dele assinar seu contrato com a Geffen Records, em março de 1986, ele mudou legalmente seu nome para W. Axl Rose. Após a descoberta de suas origens, Rose tornou-se um delinquente juvenil em vários locais de Lafayette, ele foi preso mais de vinte vezes e cumpriu três meses de prisão. Um psiquiatra, que observou o alto QI de Rose concluiu que seu comportamento era uma evidência de psicose. Depois que as autoridades de Lafayette ameaçaram acusá-lo de ser como um criminoso habitual, Rose mudou-se para Los Angeles, Califórnia em dezembro de 1982.

## Carreira

### 1983–1986: Primeiros anos
Pouco depois de sua chegada a Los Angeles, Axl se juntou à banda Rapidfire, com quem gravou uma demo com quatro músicas em maio de 1983. Após a dissolução do grupo, ele se juntou à primeira formação do L.A. Guns antes de formar a banda Hollywood Rose com seu amigo de infância Izzy Stradlin, que tinha se mudado para Los Angeles em 1980. Em janeiro de 1984, a banda gravou uma demo de cinco músicas que continha as faixas "Anything Goes", "Rocker", "Shadow of Your Love" e "Reckless Life" que foram lançados em 2004 na coletânea The Roots of Guns N' Roses. Enquanto lutavam para causar um impacto no cenário musical de Hollywood, Axl ficava pressionado por uma séries de trabalhos, incluindo o cargo de gerente noturno na Tower Records, localizado na Sunset Boulevard. Axl e Stradlin já fumaram cigarros de um estudo científico na UCLA com uma remuneração de US$ 8 por hora.
Em março de 1985, Axl e seu ex-companheiro de banda Tracii Guns formaram o Guns N' Roses através da fusão de suas respectivas bandas: Hollywood Rose e L.A. Guns. Em junho, depois de várias mudanças de formação, a banda ficou composta por Axl, Slash na guitarra solo, Izzy Stradlin na guitarra rítmica, Duff McKagan no baixo e Steven Adler na bateria. A formação estreou no The Troubadour, em Hollywood e começaram a tocar nos clubes de Los Angeles, e eventualmente, construíram uma base de fãs dedicados. A banda atraiu a atenção de várias grandes gravadoras, antes de assinar com a Geffen Records, em março de 1986. Em dezembro do mesmo ano, eles lançaram o EP ao vivo de quatro músicas Live ?!*@ Like a Suicide sobre a marca da Geffen com o selo da UZI Suicide.
| “ | Neste jogo que chamamos de vida ninguém disse que seria fácil. | ” |

### 1987–1993: O sucesso internacional
Em julho de 1987, o Guns N' Roses lançou seu álbum de estreia Appetite for Destruction. Apesar do álbum ter recebido elogios da crítica, no início o álbum não teve um grande sucesso comercial, vendendo apenas 500 000 cópias em seu primeiro ano de lançamento. No entanto, alimentada pela turnê incansável da banda e do sucesso comercial do single "Sweet Child o' Mine", uma homenagem de Rose à sua então namorada Erin Everly, o álbum chegou à #1 posição na parada dos EUA em agosto de 1988, e novamente em fevereiro de 1989. Até a data, Appetite for Destruction já havia vendido mais de 40 milhões de cópias em todo o mundo, 18 milhões só nos Estados Unidos, tornando-o o álbum de estreia mais vendido de todos os tempos.
Durante a apresentação da banda no festival Monsters of Rock em Castle Domington, Inglaterra, em agosto de 1988, dois fãs foram pisoteados até a morte quando muitos da multidão de 107 mil pessoas começaram a dançar "It's So Easy". Rose havia parado o show várias vezes para acalmar a plateia. A partir de então, ele tornou-se conhecido por abordar pessoalmente os fãs perturbadores e dar instruções ao pessoal da segurança no palco, às vezes parando shows para tratar de assuntos no meio da multidão. Como resultado das mortes no Monsters of Rock, o festival foi cancelado no ano seguinte.
Em novembro de 1988, o Guns N' Roses lançou o álbum G N' R Lies, que vendeu mais de cinco milhões de cópias só nos Estados Unidos. A banda, e Rose em particular, foram acusados de promover atitudes racistas e homofóbicas com a canção "One in a Million", no qual Rose adverte os "criolos" para "sair de seu caminho" e queixa-se das "bichas" que "espalham doenças do caralho". Durante a controvérsia, Rose defendeu seu uso do insulto racial, afirmando que "é uma palavra para descrever alguém que é basicamente uma dor em sua vida, um problema. A palavra criolo não significa necessariamente negros." Em 1992, no entanto, ele admitiu que tinha usado a palavra como um insulto para o povo negro, afirmando: "Eu estava chateado com alguns negros que tentaram me assaltar. Eu queria insultar as pessoas, em especial o preto. Mas eu não quero apoiar o racismo". Em resposta às acusações de homofobia, Rose afirmou que ele considerava-se "pró-heterossexual" e justificou esta atitude ao dizer ter "experiências ruins" com homens gay, citando uma tentativa de estupro no final da adolescência e o abuso alegado pelo seu pai biológico. A controvérsia levou o Guns N' Roses a ser retirado da lista de um show beneficente sobre a AIDS em Nova York organizado pela Gay Men's Health Crisis.
Com o sucesso de Appetite for Destruction e G N' R Lies, Rose se viu elogiado como um dos vocalistas mais importantes do rock. No momento em que ele apareceu sozinho na capa da Rolling Stone, em agosto de 1989, sua fama era tal que a influente revista de música concordou com a exigência absoluta de que a entrevista e as fotografias seriam fornecidas por dois de seus amigos, o escritor Del James e o fotógrafo Robert John. Kurt Loder, âncora da MTV, descreveu Rose como "talvez o melhor cantor de hard rock atualmente em cena, e certamente o mais carismático".
No início de 1990, o Guns N' Roses voltou ao estúdio para começar a gravar o próximo álbum. As sessões de gravação inicialmente mostraram-se improdutivas devido à luta de Steven Adler contra a dependência de drogas, o que tornou-o incapaz de realizar as sessões e provocando o cancelamento várias vezes por vários dias. Adler foi demitido no mês de julho seguinte e foi substituído por Matt Sorum do The Cult. O tecladista Dizzy Reed também se juntou à banda naquele ano por insistência de Rose. Sorum e Reed fizeram seu primeiro show com o Guns N' Roses no Rock in Rio II em janeiro de 1991. O comportamento de Axl foi elogiado nos bastidores do Rock in Rio II. O vocalista do Guns N' Roses pediu 28 pratos de macarronada, mas quando o show acabou, todos os músicos e a equipe técnica foram embora sem nem tocar nos pratos. Então Axl convidou para dividir a mesa com ele, o pessoal que trabalhava nos bastidores: camareiras, copeiras, garçons, seguranças. Em maio daquele ano, o grupo demitiu seu gerente de longa data, Alan Niven, Rose teria forçado a demissão de Niven contra a vontade dos seus companheiros de banda se recusando a completar o álbum novo até Niven ir embora. Ele foi substituído por Doug Goldstein, a quem Izzy Stradlin descreveu como "o cara que conseguiu ir até Axl às seis da manhã depois dele quebrar seu piano de cauda de US$ 60 000 atirando-o pela janela panorâmica."

#### Use Your Illusion Tour

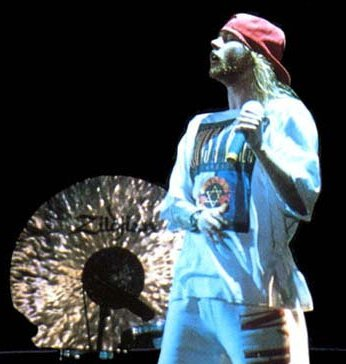
Rose durante a Use Your Illusion Tour em Tel Aviv, Israel em 1993.

Em maio de 1991, ainda sem um álbum para promover, a banda embarcou numa turnê que durou dois anos e meio denominada Use Your Illusion Tour, que se tornou conhecida tanto por seu sucesso e também por muitos incidentes controversos que ocorreram durante shows, incluindo atrasos, xingamentos no palco, e até mesmo tumultos. Rose recebeu muitas críticas por conta dos atrasos nos shows, às vezes ultrapassando uma hora do programado para o começo do show. Em julho do mesmo ano, com noventa minutos de show já passados no Riverport Amphitheater perto de St. Louis, Rose mergulhou na multidão para confiscar uma câmera de vídeo que não era permitida no show. Após ser puxado de volta para o palco, ele anunciou: "Graças a essa segurança de merda, eu vou embora!" e à esquerda, na sequência do qual cerca de 2 500 fãs protagonizam um "motim", resultando em cerca de US$ 200 000 em danos.
Em setembro de 1991, com material concluído, suficiente para dois álbuns, o Guns N' Roses lançou os álbuns Use Your Illusion I e Use Your Illusion II, que estrearam como #2 e #1, respectivamente, na parada dos EUA, vendendo 960 mil cópias no primeiro dia, um feito nunca alcançado por qualquer outro grupo. Apesar do lançamento dos dois álbuns, no entanto, os relacionamentos de Rose com seus companheiros de banda haviam se tornado cada vez mais tensos. Seu amigo de infância Izzy Stradlin repentinamente deixou o grupo em novembro de 1991, sendo substituído por Gilby Clarke do Kill For Thrills. De suas razões para sair, Stradlin disse: "Eu não gostava das complicações que se tornaram parte da minha vida diária no Guns N' Roses," citando os tumultos e atrasos crônicos de Rose como exemplos. Em algum momento durante a turnê, Rose pediu e recebeu a propriedade exclusiva do nome Guns N' Roses para Slash e Duff McKagan; Rose teria emitido um ultimato: eles tinham que assinar ou ele não iria cantar.
Outro tumulto ocorreu em agosto de 1992 no Olympic Stadium de Montreal, durante uma turnê com o Metallica. O set do Metallica foi interrompido após o vocalista e guitarrista James Hetfield sofrer queimaduras de segundo grau em um acidente de pirotecnia. No entanto, o Guns N' Roses foi incapaz de começar o show antes, pois Rose chegou mais uma vez atrasado no local. Com cinquenta e cinco minutos de show, Rose reclamou de problemas de retorno, ele então disse à plateia "Obrigado, seu dinheiro será devolvido" e saiu do palco, após isso começou um tumulto, resultando em cerca de US$ 400 000 em danos. Em novembro daquele ano, Rose foi condenado por danos materiais e agressão em relação ao tumulto no Riverport, sendo multado em dólares 50 000 dólares e ganhando liberdade condicional de dois anos. Além disso, a banda foi proibida de tocar em St. Louis para sempre.
O último show da Use Your Illusion Tour aconteceu em 17 de julho de 1993 no River Plate Stadium, em Buenos Aires; essa foi a última apresentação de Rose ao vivo com a banda durante sete anos e meio. No mês de agosto seguinte, Rose testemunhou em tribunal contra Steven Adler, que entrou com uma ação alegando que ele havia sido ilegitimamente despedido. Quando o juiz decidiu contra Rose, ele concordou em fazer um acordo fora dos tribunais de pagar US$ 2 500 000 e 15% dos direitos para Adler de tudo gravado antes de sua partida. Em novembro do mesmo ano, a banda lança o The Spaghetti Incident?, um álbum de covers de músicas punk em sua maioria, que fez menos sucesso do que seus antecessores. Sem o conhecimento de seus companheiros de banda, Rose tinha incluído a faixa escondida "Look at Your Game, Girl", uma canção escrita pelo assassino condenado Charles Manson, que de acordo com ele é uma mensagem pessoal à sua ex-namorada Stephanie Seymour. A controvérsia se seguiu, e posteriormente a banda se comprometeu a doar quaisquer direitos para o filho de uma das vítimas de Manson.

### 1994–2016: Hiato, turnê,Chinese Democracye indicação ao Hall da Fama do Rock and Roll
Sem qualquer explicação ou consulta de seus companheiros de banda, Rose demitiu Gilby Clarke em junho de 1994. A tensão entre Rose e Slash chegou a um ponto crítico após ele descobrir que Rose tinha, sozinho, contratado seu amigo de infância Paul "Huge" Tobias para substituir Clarke. Slash finalmente deixou o Guns N' Roses em outubro de 1996, seguido por Matt Sorum, em junho de 1997. Duff McKagan saiu da banda em agosto daquele ano, deixando Rose e Dizzy Reed como os únicos membros da banda remanescentes da era Use Your Illusion.
Como a estabilidade do Guns N' Roses entrou em colapso, Rose desapareceu do público. A banda nunca acabou oficialmente, apesar de nenhuma turnê ter sido realizada e nenhum material novo foi lançado por vários anos. Rose continuou contratando novos músicos para substituir membros da banda que ou saíram ou foram demitidos. Ao final dos anos 90, ele foi considerado um recluso, raramente aparecendo em público e passando a maior parte de seu tempo em sua mansão em Malibu. Em vários relatos da mídia, ele foi muitas vezes chamado de "Howard Hughes do rock" e "o maior recluso do rock". Rose disse que passou noites ensaiando e compondo com os vários novos membros do Guns N' Roses, trabalhando no próximo álbum da banda, Chinese Democracy.
Em janeiro de 2001, Rose reapareceu no Rock in Rio III com uma nova formação do Guns N' Roses, com os guitarristas solo Buckethead e Robin Finck, o guitarrista rítmico Paul Tobias, o baixista Tommy Stinson, o baterista Bryan "Brain" Mantia e os tecladistas Dizzy Reed e Chris Pitman. No ano seguinte, a banda com Tobias substituído por Richard Fortus iniciou uma turnê pela Europa, Ásia e América do Norte, fazendo uma aparição surpresa no MTV Awards 2002, onde tocaram "Welcome to the Jungle", "Madagascar" e "Paradise City". Em novembro, um tumulto aconteceu no General Motors Place em Vancouver após Rose não aparecer para show agendado. Quando os funcionários do local anunciaram o cancelamento do show um tumulto aconteceu, resultando em cerca de US$ 100 000 em danos.

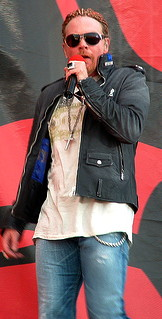
Axl no Download Festival em 2006.

Rose, então, desapareceu novamente dos olhos do público e mídia. Em 2004, ele se juntou ao seus ex-companheiros de banda Slash e Duff McKagan em uma ação judicial contra a Geffen Records, em uma tentativa frustrada de impedir o lançamento da coletânea musical Greatest Hits Nesse mesmo ano, Rose emprestou sua voz para o jogo Grand Theft Auto: San Andreas, em que ele adotou o personagem Tommy "The Nightmare" Smith, o DJ da estação de rádio de rock clássico K-DST.
Em uma rara entrevista em janeiro de 2006, Rose afirmou que "as pessoas irão ouvir música este ano". Com Buckethead e Bryan Mantia substituídos por Ron "Bumblefoot" Thal e Frank Ferrer, o Guns N' Roses excursionou pela Europa e América do Norte ao longo de 2006. O ex-membro da banda, Izzy Stradlin fez várias aparições durante a turnê. Em dezembro daquele ano, Rose emitiu uma carta aberta a seus fãs, em que discutia, entre outras coisas, as razões pelas quais Chinese Democracy ainda não tinha sido lançado, e nomeou 6 de março de 2007 como uma data de lançamento. No entanto, o álbum novo não foi lançado. Em 2007, o Guns N' Roses fez uma turnê de verão, passando por México, Austrália, Nova Zelândia e Japão. Rose também colaborou com seu amigo de longa data Sebastian Bach em seu álbum Angel Down; ele cantou com Bach no cover de Aerosmith "Back in the Saddle" e fez o backing vocal em "(Love is) a Bitchslap" e "Stuck Inside", no qual foi creditado como co-compositor.

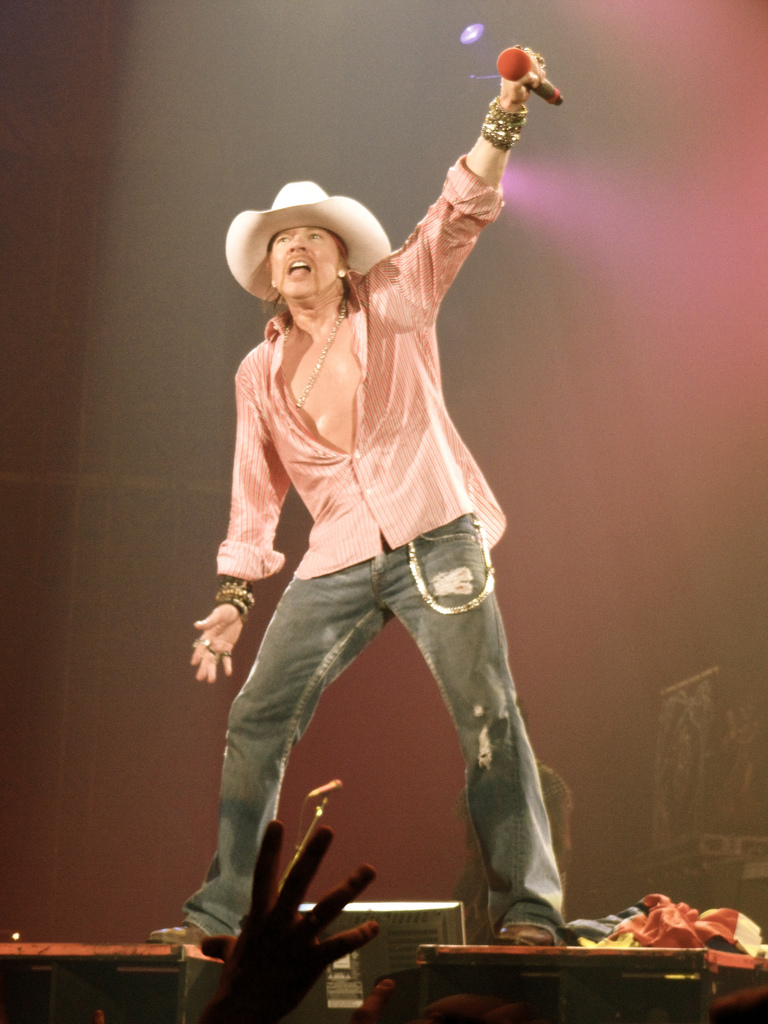
Axl em concerto com o Guns N' Roses em 2010, Caracas, Venezuela.

Em 23 de novembro de 2008, 15 anos após seu último álbum, o Guns N' Roses finalmente lança o esperado Chinese Democracy, exclusivamente através da varejista de eletrônicos Best Buy. Rose pareceu não querer promover o álbum; em dezembro, fazia dois meses que Rose estava ausente, ele não havia retornado telefonemas ou outros pedidos de sua gravadora. Em 11 de dezembro, Rose finalmente quebrou o silêncio, respondendo a perguntas dos fãs nos fóruns online de dois dos sites mais populares sobre a banda, onde respondeu perguntas sobre o Guns N' Roses. Em uma entrevista posterior, Rose afirmou que ele não recebeu o necessário apoio da Interscope Records em relação ao lançamento do álbum.
Em dezembro de 2009, o Guns N' Roses com Robin Finck substituído por DJ Ashba, promoveu um turnê pela Ásia. A banda então excursionou pelas Américas, Europa e Austrália ao longo de 2010. O ex-membro da banda, Duff McKagan fez uma aparição surpresa durante a apresentação da banda na Arena O2 em Londres em outubro de 2010. Em outubro de 2011, a banda participou do Rock in Rio IV, antes de começar uma turnê nas Américas, incluindo a sua primeira turnê nos Estados Unidos em cinco anos.
Em 7 de dezembro de 2011, foi anunciado que a formação clássica do Guns N' Roses seria introduzida ao Hall da Fama do Rock and Roll em seu primeiro ano de elegibilidade, juntamente com outras bandas, incluindo Red Hot Chili Peppers e The Faces. Rose agradeceu ao Rock and Roll Hall of Fame e a seus fãs através de seu Twitter, dizendo: "Eu gostaria de agradecer ao Hall da Fama do Rock and Roll e ao nossos fãs. Esta vitória é de vocês". Em sua entrevista para o That Metal Show comentando sobre a indicação ele disse: "Eu não sei o que isso vai significar em relação à banda velha, à velha formação", ele disse. "Eu não sei o que acontecerá se nós formos eleitos, o que eles vão pedir para eu fazer eu realmente não sei, as coisas estão no ar". No entanto, ele não compareceu à cerimônia em 14 de abril, como havia anunciado em uma carta aberta três dias antes em que dizia que não pretendia comparecer à cerimônia em Cleveland e que "respeitosamente declina de sua indução como membro do Guns N' Roses ao Hall da Fama do Rock and Roll". Rose, que não mantem bons relacionamentos com vários de seus ex-companheiros de banda, escreveu que a cerimônia "não parece ser um lugar onde eu seja bem-vindo ou respeitado".

### 2016–presente: reunião de Guns N' Roses e participação com AC/DC

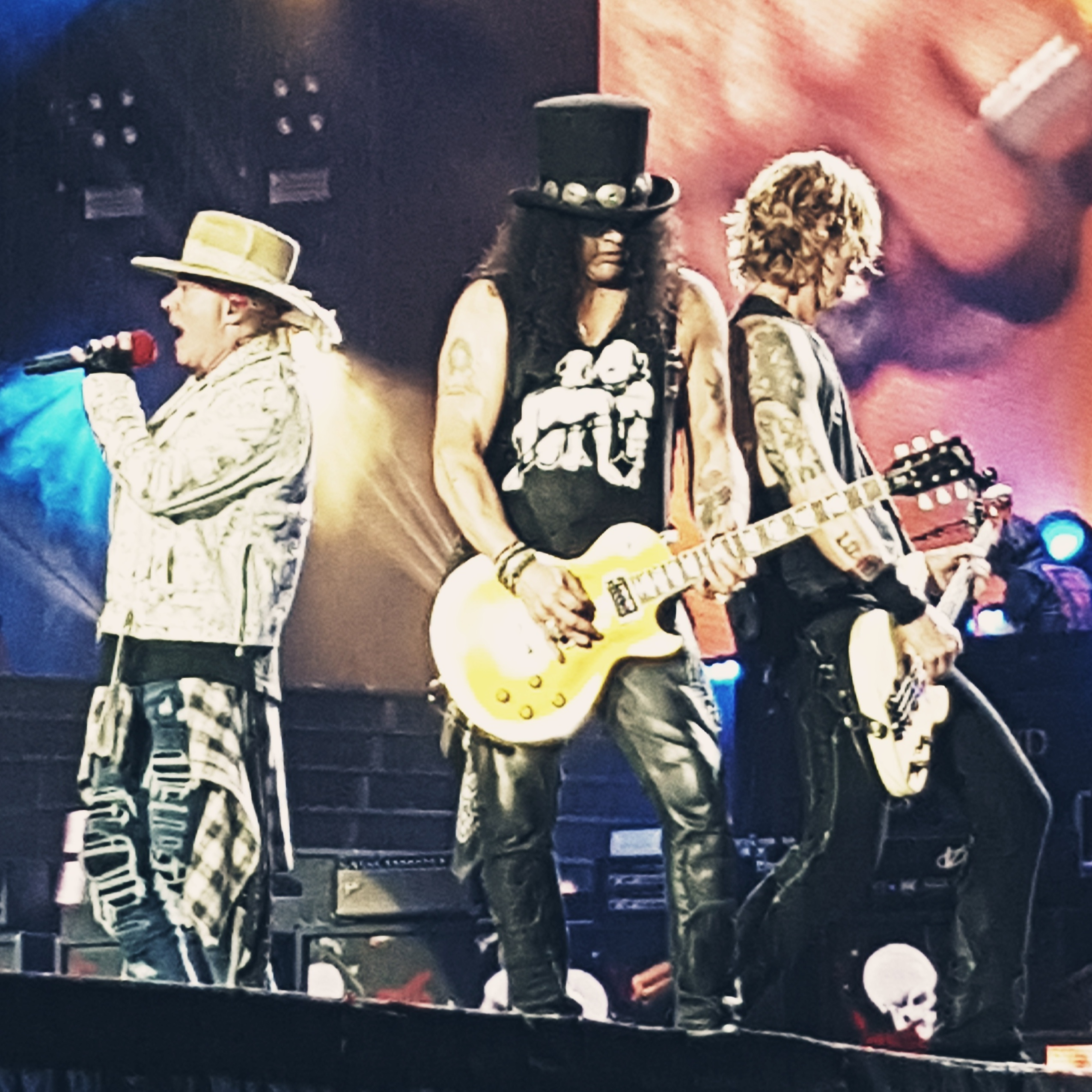
Rose (esquerda) ao lado de Slash (centro) e Duff (direita) apresentando-se com o Guns N' Roses em 2018

Axl Rose e Slash se reuniram para a turnê Not in This Lifetime, uma das turnês de reunião mais aguardadas da história do rock. Com Dizzy Reed e o membro retornante Duff McKagan, que já havia feito aparições como convidado com a banda, eles compuseram dois terços da formação da era Use Your Illusion, enquanto os membros da era Chinese Democracy Richard Fortus e Frank Ferrer, além da nova integrante Melissa Reese, completaram a formação. Rose dividiu o palco com Slash pela primeira vez em quase 23 anos durante uma apresentação surpresa no The Troubadour em abril de 2016, antes dos shows principais no Coachella. A turnê foi um enorme sucesso e se tornou a terceira turnê de concertos com maior arrecadação de todos os tempos.

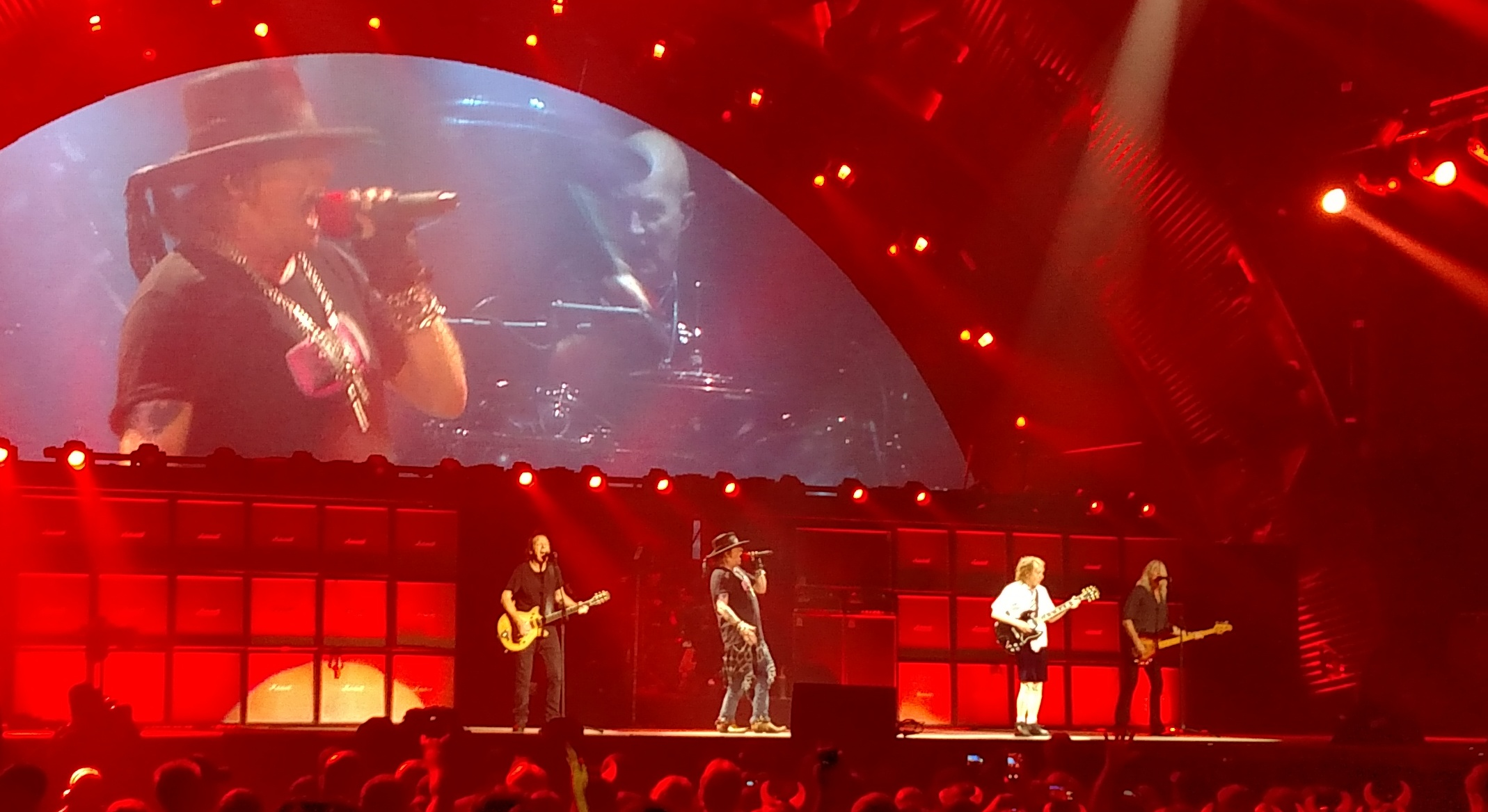
Axl se apresentando num concerto com AC/DC

Em 16 de abril de 2016, a banda australiana de hard rock AC/DC anunciou que Axl Rose se juntaria ao grupo como vocalista principal para o restante da Rock or Bust World Tour, após o vocalista de longa data Brian Johnson precisar interromper a turnê devido a problemas auditivos. Relatórios subsequentes indicaram que o guitarrista Angus Young continuaria a banda com Rose como vocalista oficial. No entanto, isso não aconteceu; em 30 de setembro de 2020, o AC/DC anunciou oficialmente que Brian Johnson, com Phil Rudd e Cliff Williams, havia retornado à banda em 2018 e gravado um álbum, confirmando que Rose apenas ajudou a concluir a turnê e nunca foi trazido para substituir Johnson.
Como um fã da banda desde a era Bon Scott, Axl sente-se honrado em tocar com a banda. Um dos sonhos de Axl Rose está sendo realizado: cantar com o AC/DC. Segundo o historiador Eddie Trunk, que teve uma conversa com o vocalista, afirmou:
"Bem, agora a notícia do envolvimento de Axl com o AC/DC, para fazer os shows remanescentes, foi oficializada. Eu conversei com Axl em Las Vegas, e ele me pediu pra não comentar sobre o fato até que fosse oficializado. Obviamente, para Axl, este é um momento especial pois tocará com seus heróis. Ele me contou sobre o quão feliz estava por ter a chance de fazer isso, e me disse que eu poderia fazer uma entrevista com ele sobre este assunto..."
Em uma entrevista oficial, Axl contou como aconteceu o envolvimento dele com a banda. Ao ler a notícia que Brian Johnson não poderia continuar a turnê com a banda, Axl teve a iniciativa em entrar em contato. Em uma ligação ao gerente de produções do AC/DC perguntou como andavam as coisas e demonstrou interesse nos vocais da banda. O cantor admitiu que nunca pensou em realmente entrar na banda, mas que sentiria-se feliz em participar. O vocalista afirmou:
"Eu não estava pensando que iria cantar no AC/DC. Eu estava vendo a situação tipo: ‘sabe, se eu conseguir e se eles acharem que eu consigo… Muitas das músicas do Back in Black são desafiadoras de verdade. Eu não quero de forma alguma desrespeitar Brian. Eu não posso em hipótese alguma fugir da forma que ele cantava. Ele é um grande vocalista e de fato é desafiador cantar suas músicas. Eu só estou tentando fazer justiça aos fãs."

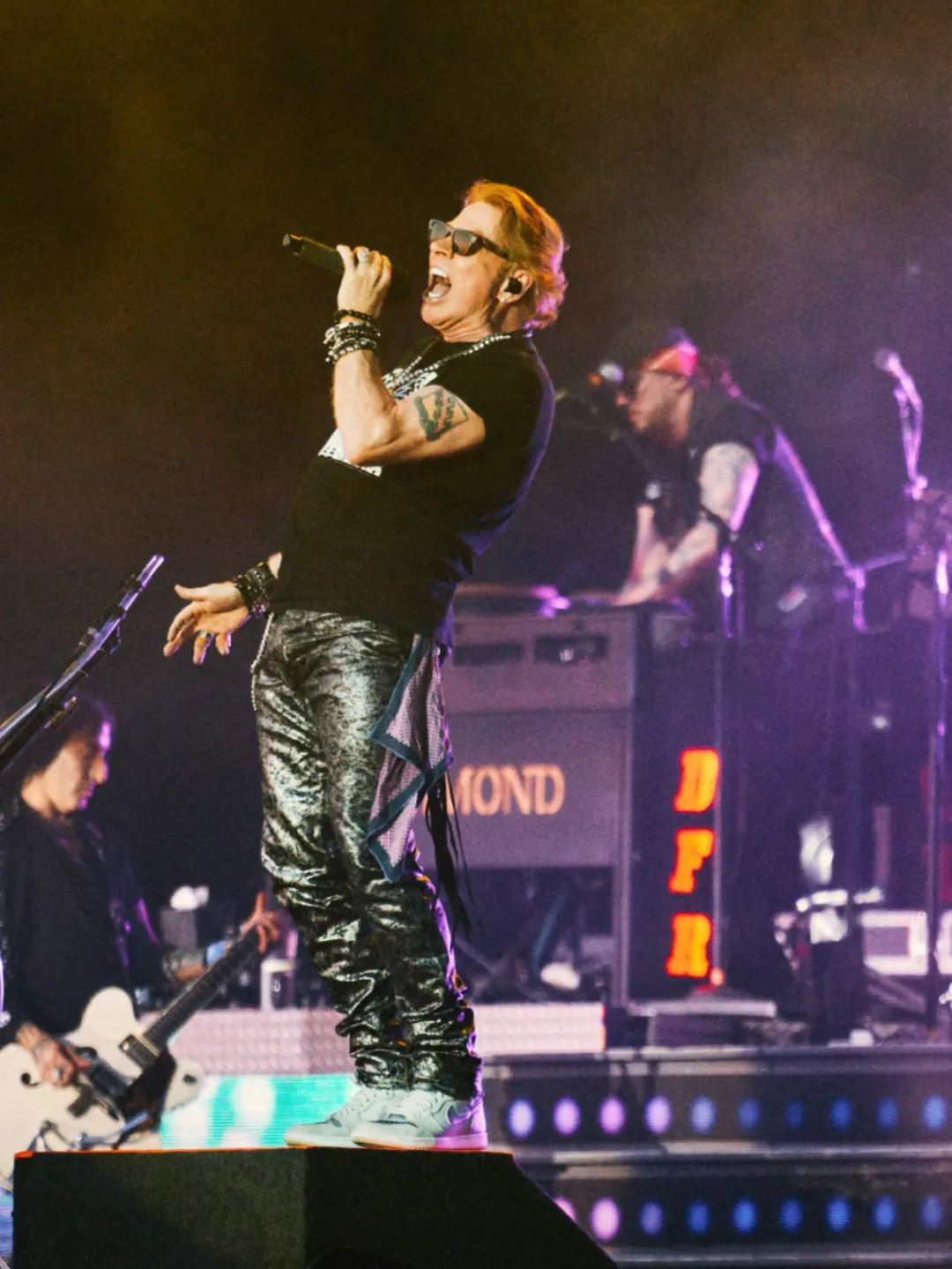
Rose em 2023

Em 2018, Axl Rose apareceu num episódio de New Looney Tunes como ele mesmo, cantando a música original "Rock the Rock". Em 2021, Rose voltou a aparecer como ele mesmo num desenho animado, desta vez em Scooby-Doo and Guess Who?.
Rose e o Guns N' Roses continuaram em turnê após a turnê Not In This Lifetime, com a turnê We're F'N' Back!. O grupo lançou dois singles em 2021, "Absurd" e "Hard Skool", marcando o primeiro lançamento de material gravado desde 2008. "Hard Skool" foi amplamente elogiada em comparação a "Absurd", que havia sido gravada originalmente em 1999.
Em 2023, Rose e a banda lançaram os singles "Perhaps" e "The General", sendo que este último teve um videoclipe lançado no YouTube em 24 de janeiro. Além disso, eles se apresentaram ao vivo em Indio, Califórnia, em outubro.

## Vida pessoal

### Relacionamentos

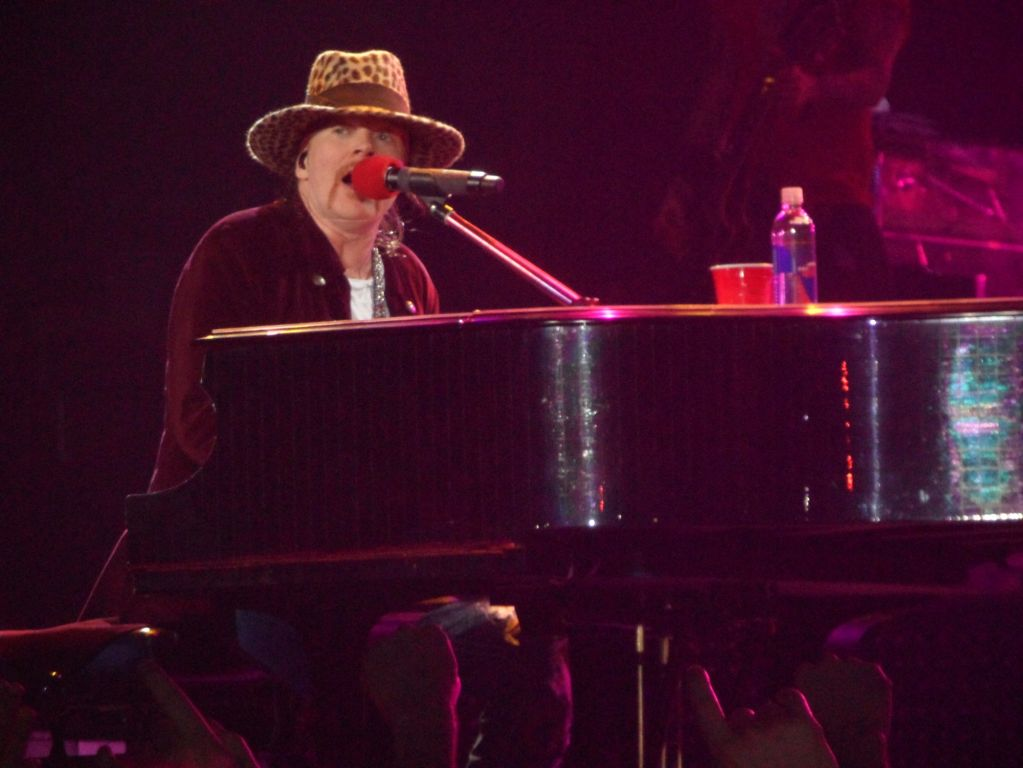
Rose durante November Rain, Nottingham Arena, Nottingham, Reino Unido, em maio de 2012.

Em meados de 1982, Rose começou a namorar uma colega de Lafayette, Indiana chamada Gina Siler, com quem ele se mudou para Los Angeles, Califórnia, em dezembro daquele ano. De acordo com Gina, o casal estava prestes a se casar "cerca de nove vezes", antes de se separarem no final de 1985. Gina descreveu seu relacionamento anterior como volátil, comparando os anos que eles viveram juntos com "colocar uma ogiva dentro de nossa sala de estar, golpeá-la com um martelo e ficar esperando".
No início de 1986, Rose começou um relacionamento com a modelo Erin Everly, a filha do cantor Don Everly do Everly Brothers. Ele escreveu a canção "Sweet Child o' Mine" para ela, além disso ela aparece no videoclipe da música. Rose e Everly se casaram em 28 de abril de 1990 em Las Vegas. De acordo com Everly, Rose tinha aparecido em sua casa no dia anterior com uma arma em seu carro e disse-lhe que ele iria se matar se ela não se casasse com ele. Menos de um mês depois, Rose pediu o divórcio. O casal mais tarde se reconciliou quando Everly ficou grávida. Ela sofreu um aborto espontâneo em outubro de 1990, que afetou profundamente Rose, que queria começar uma família. Everly deixou Rose em novembro, o casamento foi anulado em janeiro de 1991. Após o rompimento, Rose teria tentado entrar em contato com Everly por mais de um ano, enviando-lhe flores, cartas e até mesmo pássaros engaiolados. Axl escreveu as canções "November Rain" e "Estranged" sobre seu conturbado relacionamento com Erin.
Em meados de 1991, Rose se envolveu em um relacionamento com a supermodelo Stephanie Seymour. Durante o relacionamento, Seymour apareceu nos videoclipes das músicas "Don't Cry" e "November Rain". Rose ficou profundamente ligado ao pequeno filho de Seymour, Dylan, e tentou ser uma boa figura paterna para a criança, o que não aconteceu na sua vida. Seymour e Rose ficaram noivos em fevereiro de 1993, mas se separaram três semanas mais tarde.
Sobre sua criação, Rose revela que o fanatismo de seu padrasto tornou o lar da família opressivo: "Uma semana tínhamos televisores, então meu padrasto os jogava fora porque eram satânicos. Eu não tinha permissão para ouvir música. As mulheres eram más. Tudo era mau". Já adulto, ele se tornou adepto do Espiritismo, tendo como conselheira espiritual a médium Sharon "Yoda" Maynard, incluída na seção de agradecimentos do álbum Chinese Democracy.

### Casos de abuso doméstico
Em agosto de 1993, Rose abriu um processo contra Seymour, alegando que ela tinha-o "chutado e agarrando-o" durante uma festa de Natal em 1992 em sua casa em Malibu, e que ela se recusou a devolver mais de US$ 100 000 de joias que ele lhe dera de presente. Seymour em um contraprocesso em outubro alegou que Rose, bravo porque ela tinha realizado a festa depois que ele disse para cancelar, deu um tapa e um soco nela e jogou-a para baixo em um lance de escadas. Ela admitiu que apertou seus testículos como uma forma de se defender. Depois de ser intimada para depor durante o caso de Seymour, Everly apresentou um processo próprio em março de 1994, acusando Rose de agressão física e emocional e agressão sexual. Everly testemunhou que durante toda a sua relação que durou quatro anos e meio, ela sofreu espancamentos regulares que às vezes a deixou hospitalizada. Em seu depoimento sob juramento, ela declarou que Rose, que era um adepto da terapia de regressão à vidas passadas, acreditava que ela e Seymour tinham sido irmãs em uma vida passada e agora estavam tentando matá-lo. Rose supostamente também lhe disse que ele e Everly tinham sidos nativos americanos em outra vida passada e que Everly tinha matado seus filhos, e é por isso que ele a tratava mal nesta vida.
Durante os casos, Siler também se apresentou à mídia fazendo alegações de abuso, descrevendo Rose alternadamente como "bondoso e amoroso" e "violento e irracional". Rose instruiu seus advogados para resolverem o caso de Everly fora dos tribunais, para isso ele teria de pagar mais de US$ 1 000 000 a ela. O caso de Seymour continuou. Em um ponto, Rose pediu uma ordem de restrição contra Seymour, depois, alegando que ela tinha usado cocaína em sua casa, na presença de seu filho de dois anos de idade. O caso foi resolvido fora do tribunal, com Rose concordando em pagar US$ 400 000 a Seymour.

### Questões de saúde
Com 26 anos de idade, Rose tinha sido diagnosticado com transtorno bipolar, uma condição que leva as pessoas a oscilarem de impulsivo, imprudente e questionador a períodos catatônicos e suicidas. Apesar de ser receitado carbonato de lítio para combater o distúrbio, Axl afirmou que era ineficaz e dizia estar no controle de seus humores. Em uma entrevista posterior, Rose questionou o diagnóstico completo, afirmando: 
"Eu fui a uma clínica, pensando que iria ajudar os meus humores. A única coisa que fiz foi fazer um exame de 500 questões, sabe? Preenchendo as pequenas bolinhas pretas. Aí de repente eu sou diagnosticado maníaco-depressivo. 'Vamos colocar Axl na medicação.' Bem, a medicação não me ajuda a lidar com o estresse. A única coisa que faz é ajudar a manter as pessoas longe de mim porque acham que eu estou sob medicação."

Em contraste com a imagem debochada do Guns N' Roses projetada em seu auge, Rose tinha parado de usar drogas de qualquer tipo depois que a banda se tornou bem-sucedida. No entanto, ele não nega o uso de substâncias ilícitas inteiramente, afirmando: 
"Eu tenho uma constituição física diferente e mentalidade diferente sobre drogas do que qualquer um que conheci em Hollywood, não me abstenho de usar drogas, mas não vou me permitir ter um hábito de merda. Eu não vou permitir isso."
 No início de 1990, Rose tornou-se um crente firme na medicina homeopática e começou regularmente a ser submetido à terapia de regressão à vidas passadas. Ele compartilhou suas lembranças ao descobrir que foi abusado sexualmente por seu pai biológico, que, segundo ele, parou seu crescimento emocional em dois anos, dizendo: 
"Quando eles falam sobre Axl ser um garoto de dois anos que berra, eles estão certos."
Seu desagrado em fazer turnês foi causado pelas várias doenças que contraiu ao longo do tempo devido ao ar condicionado do hotel e do avião, incluindo uma forma mutante da poliomielite, uma forma mutante de rubéola, gripe suína, escarlatina, e faringite estreptocócica em seu coração. Ele acreditou que estes problemas de saúde foram causados por ele, inconscientemente, baixando a própria resistência como uma forma de "autopunição."

## Características artísticas

### Voz
Axl Rose sempre foi um grande cantor e nunca ninguém duvidou disso, mas o que torna ele esse grande cantor? A princípio suas características genéticas. Ele é classificado como barítono. Confira abaixo algumas características e performances vocais, elencadas de acordo com as notas atingidas:
- Timbre - Barítono
- Gama melódica - F1-B♭6
- Gama total - F1-B♭7

De acordo com um estudo realizo pelo sítio Concert Hotels que mediu as notas mais altas e mais baixas alcançadas por diversos cantores para classificá-los de acordo com sua extensão vocal, segundo o estudo dos pesquisadores, Axl Rose obteve o melhor resultado e ficando em primeiro lugar na lista. Logo após Axl, aparecem Mariah Carey, Prince, Steven Tyler e Marvin Gaye entre os 5 primeiros da lista. O registro de nota mais baixa de Axl Rose foi o F (Fá na escala 1, na música There Was a Time. Bem como, o alcance mais alto foi o B♭ (Si bemol) na escala 6, na música Ain’t It Fun.

## Problemas vocais
Axl, ao longo de sua carreira, abusava muito do Drive (técnica vocal que consiste em "rasgar" a voz) em suas musicas, com isso ele adquiriu nódulos em sua garganta que causavam-o muitas dores, sendo assim, Axl foi obrigado a fazer uma cirurgia para remover esses nódulos. Com isso, Axl não conseguia mais cantar com o Drive, isso deixou sua voz mais limpa e aguda, gerando grande repercussão entre os fãs, fazendo com que Axl fizesse outra cirurgia em sua garganta para que pudesse usar o drive novamente. Mas por precauções médicas, Axl foi aconselhado de que não usasse tanto o drive nos shows, para não prejudicar ainda mais a sua voz. Com isso nos shows Axl canta com a voz mais limpa e aguda e usa pequenas e poucas variações de drive, o que, até hoje, para os fãs gera grande polêmica, tanto que seus fãs o compararam com o famoso personagem Mickey Mouse, mas na verdade Axl não usa o drive apenas por precauções médicas.

## Discografia

### Com Guns N' Roses
- Appetite for Destruction (1987)
- G N' R Lies (1988)
- Use Your Illusion I (1991)
- Use Your Illusion II (1991)
- The Spaghetti Incident? (1993)
- Chinese Democracy (2008)
- Hard Skool (2022)

### Com Hollywood Rose
- The Roots of Guns N' Roses (2004)

### Participações
- The Decline of Western Civilization Part II: The Metal Years (1988; "Under My Wheels" part. Alice Cooper)
- The End of the Innocence de Don Henley (1989; "I Will Not Go Quietly")
- Fire and Gasoline de Steve Jones (1989; "I Did U No Wrong")
- Pawnshop Guitars de Gilby Clarke (1994; "Dead Flowers")
- Anxious Disease de The Outpatience (1996; "Anxious Disease" part. Slash)
- Angel Down de Sebastian Bach (2007; "Back in the Saddle", "(Love Is) a Bitchslap," e "Stuck Inside")